# Luís Eduardo Magalhães
Luís Eduardo Magalhães este un oraș în Bahia (BA), Brazilia.